# 小行星9988
小行星9988（9988 Erictemplebell）是一颗绕太阳运转的小行星，为主小行星带小行星。该小行星于1997年9月9日发现。

## 轨道参数
小行星9988的轨道半长轴为2.8985898 UA，离心率为0.02。